# Silurs
|  | Per a altres significats, vegeu «Silur». |

Els silurs (en llatí Silures, en grec antic Σίλυρες) eren un poderós poble guerrer que vivien a la part occidental de Britànnia, al sud-est de Gal·les i que tenia al sud l'estuari de Sabrina.
Les ciutats de Venta i Isca pertanyien a aquest poble segons Tàcit. Deien ser descendents dels ibers d'Hispània que havien emigrat a Hibèrnia i que havien arribat a Britànnia des aquesta illa, però sembla que no hi ha cap fonament per aquesta afirmació. Van acceptar sempre malament el domini romà contra el que es van aixecar diverses vegades, i després van establir la seva independència enfront dels saxons. En parla d'aquest poble, a més de Tàcit i Plini el Vell, Beda el Venerable a la Historia ecclesiastica gentis Anglorum.